# Kate Beckinsale
Kate Beckinsale, właśc. Kathrin Romany Beckinsale-Loe (ur. 26 lipca 1973 w Londynie) – brytyjska aktorka, znana m.in. z filmów Pearl Harbor (2001), Van Helsing (2004) i Underworld (2003).

## Życiorys
Kate Beckinsale urodziła się jako córka angielskiego komika, Richarda Beckinsale'a i Judy Loe, prezenterki BBC i aktorki. Dziadek Beckinsale pochodził z Birmy. W 1979 roku jej ojciec zmarł na zawał serca. Młoda Kate nie mogła poradzić sobie z nową życiową sytuacją (m.in. było to ponowne małżeństwo jej matki). Skutkiem tego była anoreksja. Beckinsale uważa, że jej główną przyczyną był brak pewności siebie, rozbicie wewnętrzne i stres jaki przeżywała w szkole.
Uczyła się w Godolphin and Latymer School. Jako nastolatka dwukrotnie wygrała konkurs literacki organizowany przez sieć księgarni W.H. Smith (pierwszy za trzy opowiadania, drugi za wiersz).

### Kariera
Debiutowała w filmie Pod wiatr (1991). Jej pierwszą znaczącą rolą była postać Hero w filmie Wiele hałasu o nic (1993). 
Sławę przyniosła jej rola podporucznik Evelyn Johnson w amerykańskiej superprodukcji Pearl Harbor (2001), w której partnerowała Benowi Affleckowi oraz Joshowi Hartnettowi. Po tej roli posypały się propozycje w innych hollywoodzkich produkcjach, takich jak Van Helsing, Underworld oraz Underworld 2 - Ewolucja.
W 2004 wcieliła się w postać Avy Gardner w Aviatorze w reżyserii Martina Scorsese. Na potrzeby tej roli przytyła jedenaście kilogramów.
Zasiadała w jury konkursu głównego na 63. MFF w Cannes (2010).

### Życie prywatne
Wraz z byłym partnerem, walijskim aktorem Michaelem Sheenem, ma córkę Lily Mo Sheen (ur. 31 stycznia 1999). Siedmioletni związek Beckinsale z Sheenem zakończył się, gdy podczas kręcenia filmu Underworld (w którym oboje występowali) aktorka opuściła partnera dla reżysera Lena Wisemana, którego poślubiła 4 maja 2004 roku. Ich związek zakończył się rozwodem w 2019 roku.

## Filmografia
| Rok  | Tytuł                     | Oryginalny tytuł                | Postać                                | Uwagi |
| ---- | ------------------------- | ------------------------------- | ------------------------------------- | --- |
| 1993 | Wiele hałasu o nic        | Much Ado About Nothing          | Hero                                  | |
| 1994 | Szachownica flamandzka    | Uncovered                       | Julia                                 | |
| 1994 | Książę Jutlandii          | Prince of Jutland               | Ethel                                 | |
| 1995 | Farma na odludziu         | Cold Comfort Farm               | Flora Poste                           | |
| 1995 | Nawiedzony                | Haunted                         | Christina Mariell                     | |
| 1996 | Emma                      | Emma                            | Emma Woodhouse                        | produkcja telewizyjna |
| 1998 | Rytmy nocy                | The Last Days of Disco          | Charlotte Pingress                    | |
| 1998 | Polowanie na grube ryby   | Shooting Fish                   | Georgie                               | |
| 1998 | Po drugiej stronie lustra | Alice Through the Looking Glass | Alicja                                | produkcja telewizyjna |
| 1999 | W matni                   | Brokedown Palace                | Darlene Davis                         | |
| 2001 | Igraszki Losu             | Serendipity                     | Sara Thomas                           | |
| 2001 | Pearl Harbor              | Pearl Harbor                    | ppor. Evelyn Johnson                  | nominacja do MTV Movie Award w kategorii najlepsza rola kobieca nominacja do antynagrody Złotej Maliny w kategorii najgorsza para filmowa (z Benem Affleckiem) nominacja do Teen Choice Award w kategorii najlepiej ukazane uczucie (z Benem Affleckiem) |
| 2001 | Złota                     | The Golden Bowl                 | Maggie Verver                         | |
| 2002 | Na wzgórzach Hollywood    | Laurel Canyon                   | Alex                                  | |
| 2003 | Underworld                | Underworld                      | Selene                                | nominacja do nagrody Saturna w kategorii najlepsza aktorka |
| 2003 | Małe jest piękne          | Tiptoes                         | Carol                                 | wydany tylko na video |
| 2004 | Aviator                   | The Aviator                     | Ava Gardner                           | |
| 2004 | Van Helsing               | Van Helsing                     | Anna Valerious                        | |
| 2006 | Klik: I robisz, co chcesz | Click                           | Donna Newman                          | |
| 2006 | Underworld 2 - Ewolucja   | Underworld: Evolution           | Selene                                | |
| 2007 | Motel                     | Vacancy                         | Amy Fox                               | |
| 2007 |                           | Snow Angels                     | Annie Marchand                        | |
| 2008 |                           | Winged Creatures                |                                       | |
| 2008 |                           | April 23                        | Melinda                               | |
| 2008 | Cena prawdy               | Nothing But the Truth           | rola oparta na historii Judith Miller | |
| 2009 | Wszyscy mają się dobrze   | Everybody's Fine                | Amy                                   | |
| 2009 | Zamieć                    | Whiteout                        | Carrie Stetko                         | uznany w USA za jeden z najgorszych filmów 2009 roku |
| 2012 | Underworld: Przebudzenie  | Underworld: Awakening           | Selene                                | |
| 2012 | Kontrabanda               | Contraband                      | Kate Farraday                         | |
| 2012 | Pamięć absolutna          | Total Recall                    | Lori                                  | |
| 2013 | Niesłusznie oskarżona     | The Trials of Cate McCall       | Cate                                  | |
| 2014 | Eliza Graves              | Stonehearst Asylum              | Eliza Graves                          | |
| 2015 | Czego dusza zapragnie     | Absolutely Anything             | Catherine                             | |
| 2016 | Przyjaźń czy kochanie?    | Love & Friendship               | Lady Susan Vernon                     | |
| 2016 | Underworld: Wojny krwi    | Underworld: Blood Wars          | Selene                                | |
| 2017 |                           | The Only Living Boy in New York | Johanna                               | |
| 2018 |                           | Farming                         | Ingrid Carpenter                      | |
| 2019 | Nietykalny                | Untouchable                     | jako ona sama                         | |
| 2021 | Zwarcie                   | Jolt                            | Lindy Lewis                           | |
| 2022 |                           | Prisoner's Daughter             | Maxine                                | |
| 2023 | Szczęśliwiec              | Fool’s Paradise                 | Christiana Dior                       | |
| 2024 | Niezniszczalna            | Canary Black                    | Avery Graves                          | Prime |